# وکا ایرلاینز
وکا ایرلاینز (به انگلیسی: Veca Airlines) یک شرکت هواپیمایی با کد یاتا VU است که در تاریخ ۲۸ مارس ۲۰۱۴ میلادی تأسیس شده است. دفتر مرکزی وکا ایرلاینز در سان سالوادور، السالوادور واقع شده‌است و قطب این شرکت هواپیمایی در فرودگاه بین‌المللی السالوادور قرار دارد و به ۳ مقصد، پرواز مستقیم انجام می‌دهد.